# Großer Preis von Spanien 1923

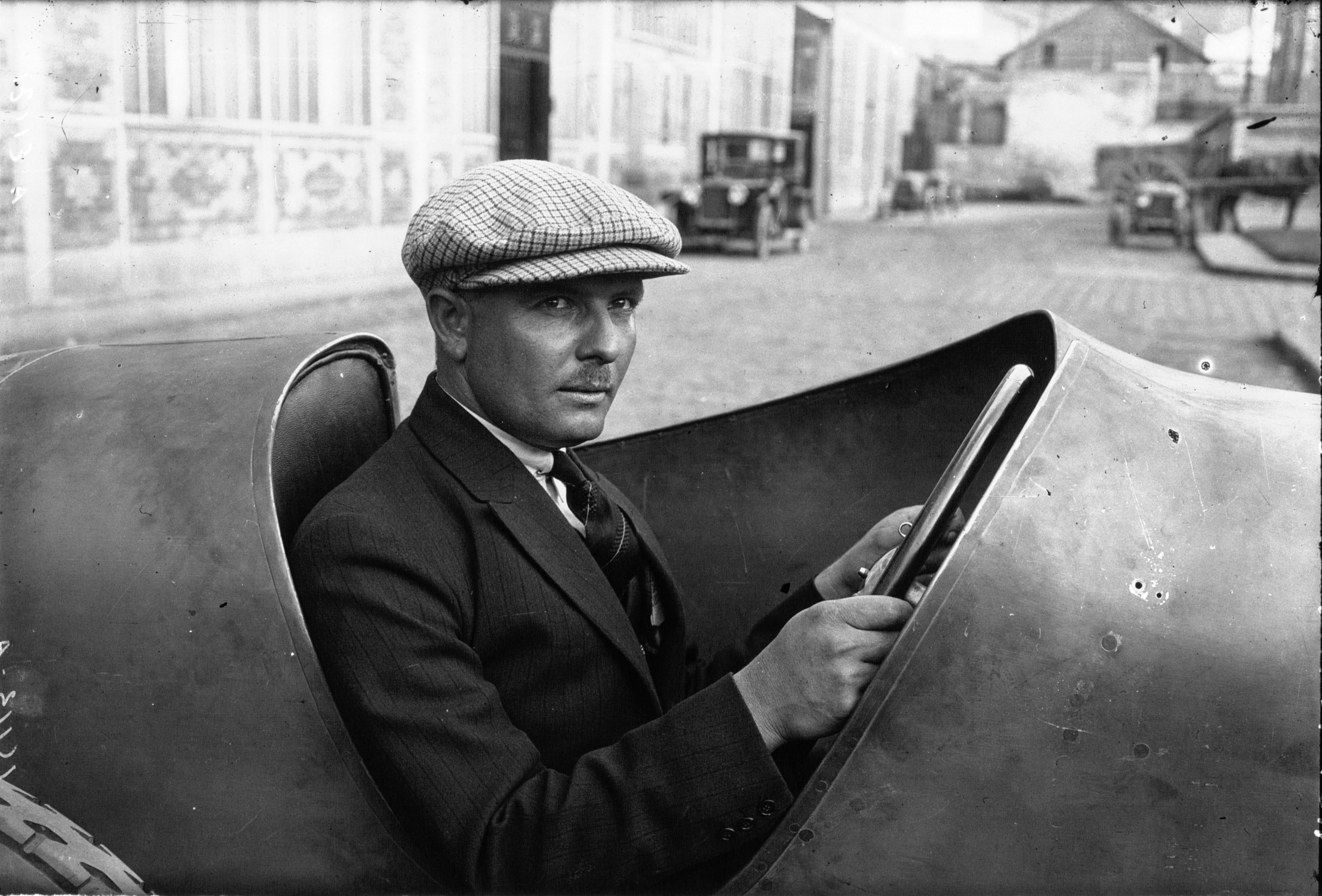
Der Sieger Albert Divo, hier beim Großen Preis von Frankreich im Jahr 1924

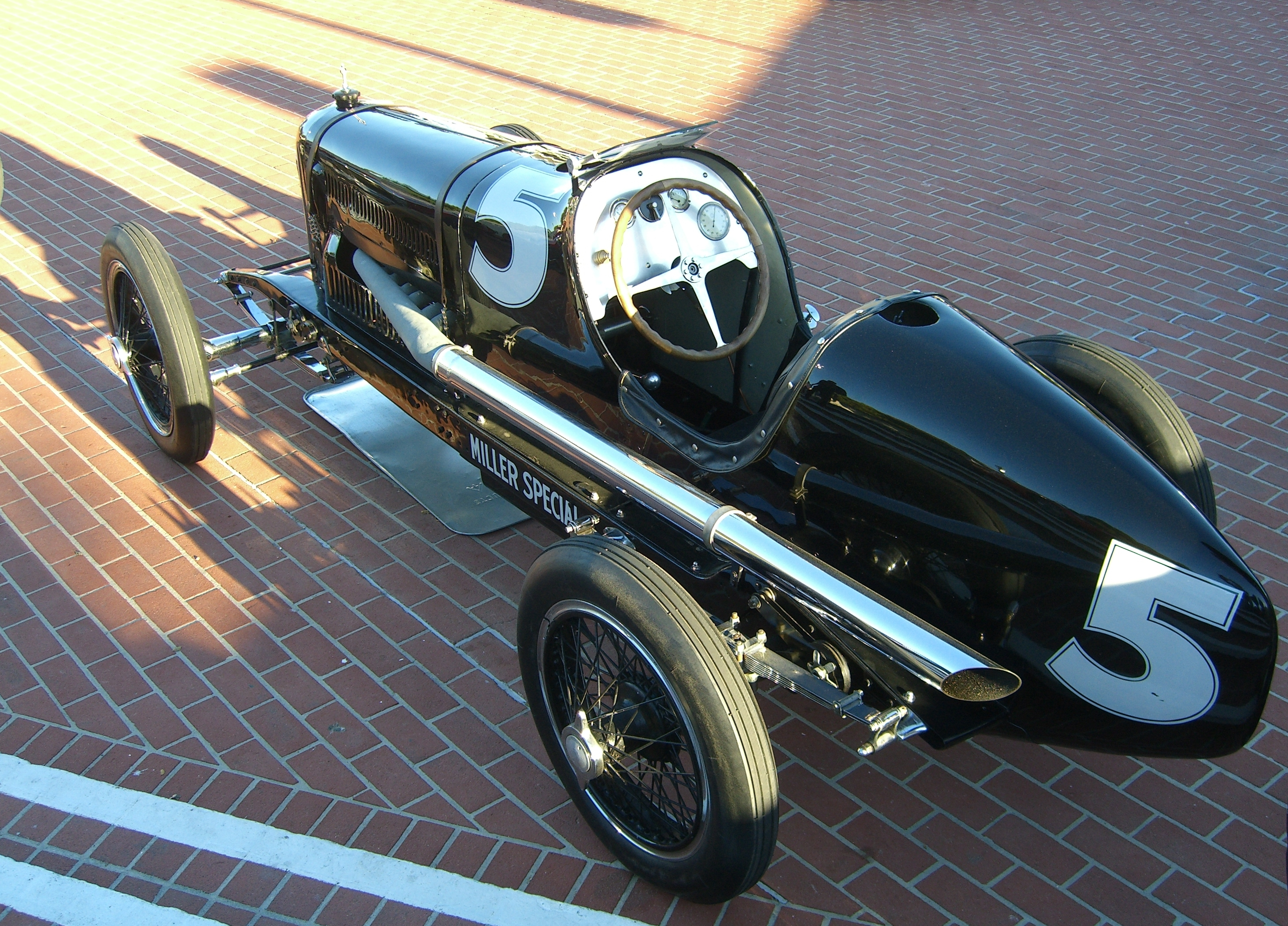
Miller-Rennwagen von Louis Zborowski

Der II. Große Preis von Spanien fand am 28. Oktober 1923 auf dem Autódromo de Sitges-Terramar bei Sant Pere de Ribes statt. Das Rennen wurde über 200 Runden à 2,00 km ausgetragen, was einer Gesamtdistanz von 400,0 km entsprach.
Sieger wurde Louis Zborowski auf Miller.

## Rennen
Entgegen der Zählung als zweiter Großer Preis von Spanien handelte es sich um die erste Veranstaltung, die auch wirklich mit Grand-Prix-Rennwagen bestritten wurde, weil das erste Rennen unter diesem Titel 1913 noch mit Tourenwagen ausgetragen worden war. Und auch diese Veranstaltung erfüllte streng genommen nicht ganz die Bestimmungen der Internationalen Grand-Prix-Formel, weil die Renndistanz statt der geforderten 800 km lediglich über 600 km angesetzt und letztlich aufgrund der Witterungsverhältnisse auf 400 km verkürzt worden war. Dies kann einer der möglichen Gründe sein, warum das Rennen üblicherweise nicht als Grande Épreuve – somit auch nicht auf der gleichen Stufe wie die Großen Preise von Frankreich und Italien im gleichen Jahr – geführt wird.
Bei der Strecke handelte es sich um ein mit Steilkurven versehenes Hochgeschwindigkeitsoval, das als erste permanente spanische Rennstrecke eigens als Austragungsstätte des spanischen Grand Prix gebaut worden war und nun im Rahmen einer Rennwoche mit dem Grand Prix als Auftakt eingeweiht wurde. Dabei kam es bereits bei der Premiere zum Eklat, weil die Zuschauereinnahmen gepfändet wurden, um damit ausstehende Rechnungen für den Bau der Strecke zu begleichen. Aus diesem Grund war der Real Automòbil Club de Catalunya als Veranstalter nicht in der Lage, die den Teilnehmern zustehenden Startgelder zu bezahlen, von denen vor allem auch deren Reisekosten finanziert werden mussten. Als Konsequenz wurde die Strecke vom Internationalen Automobilverband für die Austragung weiterer internationaler Automobilrennen gesperrt. Obendrein bemängelten die Fahrer auch eine falsche Auslegung der Steilkurven, so dass der Rennbetrieb auf der Anlage bereits nach nur wenigen Veranstaltungen wieder vollständig eingestellt wurde.
Trotz dieser Probleme, und obwohl mit den beiden Sunbeam von Albert Divo und Dario Resta sowie dem Miller von Louis Zborowski nach der Absage von Bugatti, Rolland-Pilain und Benz nur ganze drei wirklich ernsthafte Konkurrenten der 2-Liter-Formel am Start waren – bei den Wagen der vier übrigen Teilnehmer handelte es sich um leistungsschwächere Wagen der Voiturette-Kategorie – entwickelte sich das Rennen schließlich zu einem der spannendsten Grand-Prix-Läufe, die es bis dahin gegeben hatte. Auf regennasser Strecke – das Rennen war aufgrund der Wetterbedingungen zunächst insgesamt gefährdet und wurde aufgrund der Startverzögerung schließlich von 300 auf 200 Runden verkürzt – entwickelten sich von Beginn an regelrechte Rad-an-Rad-Kämpfe, wie sie die Grand-Prix-Welt bis dahin noch nicht gesehen hatte. Zborowski lag mit seinem derartige Ovalkurse konzipierten amerikanischen Miller-Rennwagen zunächst in Führung, musste diese aber in der achten Runde an Divo abgeben. Dessen Reifenwechsel in der 55. Runde brachte Zborowski wieder in Front, der seinen Vorsprung zunächst etwas ausbaute, bevor er infolge eines Tankstopps in der 138. Runde wieder unmittelbar vor Divo zurück auf die Strecke kam. Während Resta in der Zwischenzeit aufgeben musste, entschied sich der Kampf um die Spitze in der 190. Runde, als Zborowski noch einmal zum Reifenwechsel anhalten musste. So ging Divo schließlich mit weniger als einer Minute Vorsprung auf Zborowski über die Linie und bescherte Sunbeam damit nach Segraves Sieg im französischen Grand Prix den zweiten bedeutenden Erfolg der Saison, während mit Alfonso Carreras der beste einheimische Fahrer mit seinem 1,5-Liter-Elizalde erst mit beinahe einer Stunde Rückstand das Rennen als Dritter beendete. Wie eng das Rennen verlaufen war, lässt sich auch gut daran ablesen, dass Divos Durchschnittsgeschwindigkeit von 156 km/h über die volle Distanz nur etwa 1 km/h unterhalb des von Zborowski aufgestellten Rundenrekords von 157,2 km/h lag.

## Ergebnisse

### Meldeliste
| Team                                  | Nr. | Fahrer               | Info  | Chassis                           | Motor                  | Reifen |
| ------------------------------------- | --- | -------------------- | ----- | --------------------------------- | ---------------------- | ------ |
| Harry A. Miller Manufacturing Company | 01  | Jimmy Murphy         | DNA a | Miller 122 Special                | Offenhauser 2.0L I8    | F      |
| Harry A. Miller Manufacturing Company | 09  | Louis Zborowski      |       | Miller 122 Special                | Offenhauser 2.0L I8    | F      |
| Harry A. Miller Manufacturing Company | 13  | Martín de Álzaga     | DNA   | Miller 122 Special                | Offenhauser 2.0L I8    | F      |
| SA des Établissements Rolland-Pilain  | 02  | Albert Guyot         | DNA   | Rolland-Pilain A22                | Rolland-Pilain 2.0L I8 |        |
| SA Autocostruzioni Diatto             | 03  | José dos Santos-Mora |       | Diatto 20S                        | Diatto 1.5L I4         |        |
| Elizalde y Cia                        | 04  | Alfonso Carreras     |       | Elizalde 511                      | Elizalde 1.8L I4       |        |
| Elizalde y Cia                        | 10  | José Feliu           |       | Elizalde 511                      | Elizalde 1.8L I4       |        |
| Aston Martin Cars                     | 05  | Douglas Hawkes       | DNA   | Aston Martin GP                   | Aston Martin 1.5L I4   | D      |
| Aston Martin Cars                     | 05  | Clive Gallop         |       | Aston Martin GP                   | Aston Martin 1.5L I4   | D      |
| Sunbeam-Talbot-Darracq Motors         | 06  | Dario Resta          |       | Sunbeam GP                        | Sunbeam 2.0L I6        |        |
| Sunbeam-Talbot-Darracq Motors         | 11  | Albert Divo          |       | Sunbeam GP                        | Sunbeam 2.0L I6        |        |
| Automobiles E. Bugatti                | 07  | Pierre de Vizcaya    | DNA   | Bugatti T32 „Tank“                | Bugatti 2.0L I8        | M      |
| Benz & Cie.                           | 08  | Fahrer nicht benannt | DNA   | Benz RH 2-l-Tropfenform-Rennwagen | Benz Bz 6516 2.0L I6   | C      |
| Benz & Cie.                           | 12  | Fahrer nicht benannt | DNA   | Benz RH 2-l-Tropfenform-Rennwagen | Benz Bz 6516 2.0L I6   | C      |
| Benz & Cie.                           | 14  | Fahrer nicht benannt | DNA   | Benz RH 2-l-Tropfenform-Rennwagen | Benz Bz 6516 2.0L I6   | C      |

### Startformation
Die Positionen wurden in der Reihenfolge der Startnummern besetzt. Die genaue Formation ist jedoch unbekannt. Der Start erfolgte fliegend. 

### Rennergebnis
| Pos. | Fahrer               | Konstrukteur | Runden | Stopps | Zeit          | Start | Schnellste Runde | Ausfallgrund |
| ---- | -------------------- | ------------ | ------ | ------ | ------------- | ----- | ---------------- | ------------ |
| 01   | Albert Divo          | Sunbeam      | 200    |        | 2:33:50,0 h   |       |                  |              |
| 02   | Louis Zborowski      | Miller       | 200    |        | + 56,0 s      |       | 45,8 s           |              |
| 03   | Alfonso Carreras     | Elizalde     | 200    |        | + 38:46,5 min |       |                  |              |
| 04   | José dos Santos-Mora | Diatto       | 200    |        | + 42:55,5 min |       |                  |              |
| 05   | José Feliu           | Elizalde     | 200    |        | + 45:11,5 min |       |                  |              |
| —    | Dario Resta          | Sunbeam      | 166    |        | DNF           |       |                  | Ausfall      |
| —    | Clive Gallop         | Aston Martin | 147    |        | DNF           |       |                  | Ausfall      |